# ATP 측정법
ATP 측정법(영어: ATP test)은 아데노신 삼인산(ATP)의 검출을 통해 활발하게 성장하는 미생물을 신속하게 측정하는 과정이다.

## 방법
ATP는 살아 있는 세포 안팎에서 발견되는 분자이므로 생물학적 농도와 건강 상태를 직접적으로 측정할 수 있다. ATP는 광도계를 사용하여 자연적으로 생성되는 반딧불이의 효소인 루시퍼레이스와 반응하여 생성되는 빛을 측정하여 정량화된다. 생성된 빛의 양은 샘플에 존재하는 ATP의 양에 정비례한다.  
ATP 측정법은 다음과 같은 용도로 사용될 수 있다. 
- 생물학적 처리 반응기 제어
- 살생물제 투여 프로그램 안내
- 식수의 청결도 결정
- 발효 과정 관리
- 토양 활성 평가
- 부식/침전 공정 유형 결정
- 장비 또는 제품 위생 측정

## 1세대 테스트와 2세대 테스트의 비교
1세대 ATP 측정법은 샘플에 간섭이 상대적으로 없는 위생 모니터링 용도에서 파생되었다. 2세대 측정법은 대부분의 샘플에 ATP 분석을 방해할 수 있는 다양한 구성 요소가 포함되어 있는 물, 폐수 및 산업 응용 분야를 위해 특별히 설계되었다.

## ATP 측정 방법
미생물이 포함된 물 샘플에는 두 가지 유형의 ATP가 있다.
- 세포 내 ATP – 살아 있는 세포 내에 존재하는 ATP이다.
- 세포 외 ATP – 죽은 생물이나 스트레스를 받는 생물에서 방출된 세포 외부에 존재하는 ATP이다.

ATP 기반 측정을 활용하려면 이 두 가지 유형의 ATP를 정확하게 측정하는 것이 중요하다. 이러한 다양한 유형의 ATP를 정확하게 측정할 수 있으면 생물학적 건강 상태와 활성을 평가하고 이어서 물과 폐수 처리 과정을 제어할 수 있는 기반을 갖출 수 있게 된다.

## 같이 보기
- 아데노신 삼인산 (ATP)

## 참고 문헌
- https://meridian.allenpress.com/jfp/article/81/5/729/175086/Development-of-a-Novel-Hygiene-Monitoring-System
- https://meridian.allenpress.com/jfp/article/85/7/1079/481183/A-Comprehensive-Analysis-of-ATP-Tests-Practical